# Brunilde Júdice
Brunilde Júdice Caruson Alves da Costa, mais conhecida por Brunilde Júdice OSE (Milão, 11 de maio de 1898 — Lisboa, 31 de dezembro de 1979), foi uma atriz portuguesa de origem italiana, que se notabilizou no Teatro e Cinema, em Portugal.

## Biografia

### Primeiros anos
Brunilde Júdice nasceu a 11 de maio de 1898 em Itália, na cidade de Milão, filha do barítono napolitano Guglielmo Caruson e da atriz e cantora lírica portuguesa Maria Júdice da Costa. Aos 7 anos veio viver para Portugal e feitos os primeiros estudos, manifestou desde logo uma tendência irresistível para o Teatro.

### Carreira

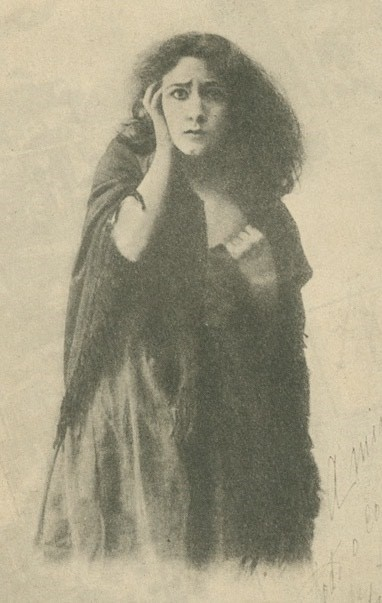
Brunilde Júdice na cena da "loucura do tribunal", no filme mudo Amor de Perdição (Illustração Portuguesa, 27 de agosto de 1921).

Iniciou a sua carreira artística em 1921, aos 23 anos, estreando-se no Teatro e Cinema, na peça Sol de aldeia, em cena no Teatro Politeama a 31 de dezembro com a Companhia de Lucília Simões e no filme mudo Amor de Perdição, de Georges Pallu, onde representou o papel de "Mariana da Cruz", estreado a 9 de novembro, respetivamente. Atriz culta, de elegante presença, impecável na arte de dizer, logo o público e a crítica a distinguiram como uma das maiores promessas da sua geração.
Contudo, seguindo os seus impulsos, ao cabo de seis meses de triunfos nos palcos lisboetas, abandona a cena quando era mais aclamada pelo público, mantendo-se afastada do Teatro durante três anos. Em 1923 participa ainda em dois filmes mudos: Tempestades da Vida, de Augusto de Lacerda, onde encarnou "Rosa" e Mulheres da Beira, de Rino Lupo, onde encarnou "Aninhas".
Em 1924, voltou aos palcos como primeira figura da Companhia Fróis-Chaby e com esta fez uma digressão ao Brasil. Passa depois pela Companhia Portuguesa de Revistas, Companhia Maria Matos, Companhia Hortense Luz e ocasionais regressos à Companhia de Lucília Simões, agora em parceria com Erico Braga. Nesta época participa maioritariamente em comédias e revistas, das quais se destacam: A garçonne, O senhor que se segue, Charivari, A raça, A primeira noite, A cadeira da verdade, O noivo das Caldas e A casa dos picos.
Em 1931 participa na docuficção A Voz do Operário - Catedral do Bem, de António Leitão.
Em 1934 permanece dois meses na Companhia Rey Colaço-Robles Monteiro, com a qual participou nas peças Gladiadores, O mestre, O mata-moiros e A serpente, no palco do Teatro Nacional D. Maria II, ao lado de célebres vultos da cena portuguesa como Alves da Cunha, Palmira Bastos, Amélia Rey Colaço, Robles Monteiro, Álvaro Benamor, João Villaret, Maria Lalande, Raul de Carvalho e Emília de Oliveira.
Ainda em 1934, a revista ilustrada Cine publica um artigo sobre a atriz:
Brunilde tem sido esquecida pelos nossos realizadores desde que surgiu o sonoro, isto é, desde o momento em que à artista mais poderia interessar a arte cinematográfica. Porque, Brunilde possui todos os requisitos necessários para poder dedicar-se ao cinema. Tem personalidade, figura distinta, olhar profundo, incisivo, inteligente. Não possui a frieza de Greta Garbo, nem a falsa atitude de sedução de Mirna Loy; mas parece mergulhada em torpor constante e dá-nos a sensação nítida duma verdadeira «vamp», sem artificialismo nem vulgaridade. Fala-se, actualmente, em Brunilde para interpretar uma personagem de «Fim de Raça». Oxalá a vejamos bem cedo num fonofilme, para podermos admirar, na tela, uma mulher elegante e artista de peregrino talento que à cena portuguesa tem dado o melhor do seu esforço e do seu saber.

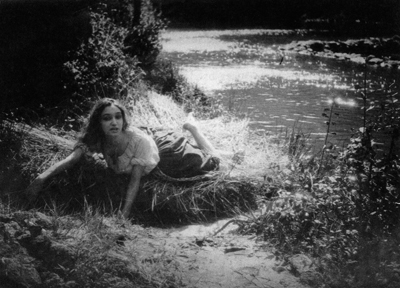
Brunilde Júdice em fotograma do filme mudo Mulheres da Beira (Invicta Film, 1923).

Em 1935, participa ainda na peça A culpa é do Bibi, em cena de 26 de janeiro a 4 de março no Teatro da Trindade, Teatro Carlos Alberto do Porto e Teatro Avenida. Abandona a cena por três anos, regressando em junho de 1938 para representar a peça A conquista de Lisboa aos mouros, no Coliseu dos Recreios. Em março de 1939 é escriturada na Companhia Teatral Portuguesa, na qual permanece até julho de 1940, representando O sacrificado, Maria Madalena, A vida é assim, Consciência, Faustino Lda., Capicua, Pai Simão, O imbecil, O milionário vagabundo, Colombina e o telefone, O carro do Jacinto, A hora do dinheiro, O cúmplice, Gente bem e Quero viver!
Em setembro de 1942 fundou com o seu companheiro Alves da Costa, a Companhia Brunilde Júdice-Alves da Costa, que funcionou até julho de 1945 e com a qual se representaram as peças A minha mulher é um homem, A mulher mascarada, O fruto proíbido, Recompensa, A malvada e Se amas, obedece. A partir desta data passa por várias companhias, como a Companhia de Comédias Vasco Santana, Teatro D'Arte de Lisboa, Empresa Vasco Morgado, Empresa Azinhal Abelho, Companhia Nacional de Teatro, entre outras. Ficaram célebres os seus desempenhos nas peças A mulher mascarada, A mulher legítima, Amor de Perdição, Ternura, Uma mulher sem importância, Noite nupcial, Marido de minha mulher, Tua vida não me importa, Eu sou a outra, Asas, Fruto proíbido, Recompensa, Rosa de Alfama, Paris, Mentira, O imbecil, O cúmplice, A luz do gás, Arsénico e rendas velhas, etc.
A atriz casou a 31 de dezembro de 1949, em Lisboa, com o ator Alves da Costa, com quem vivia há vários anos e de quem tinha já uma filha, a poetisa Ada Matilde Emília Júdice Alves da Costa, mais conhecida por Ada Júdice.
Regressou ao cinema na década de 40, tendo participado em três filmes: Ladrão, Precisa-se!... (1946), de Jorge Brum do Canto, Amanhã Como Hoje (1948), de Mariano Pombo e Ribatejo (1949), de Henrique Campos. Na década de 50 participou em mais dois filmes: O Cerro dos Enforcados (1954), de Fernando Garcia e Quando o Mar Galgou a Terra (1954), de Henrique Campos.

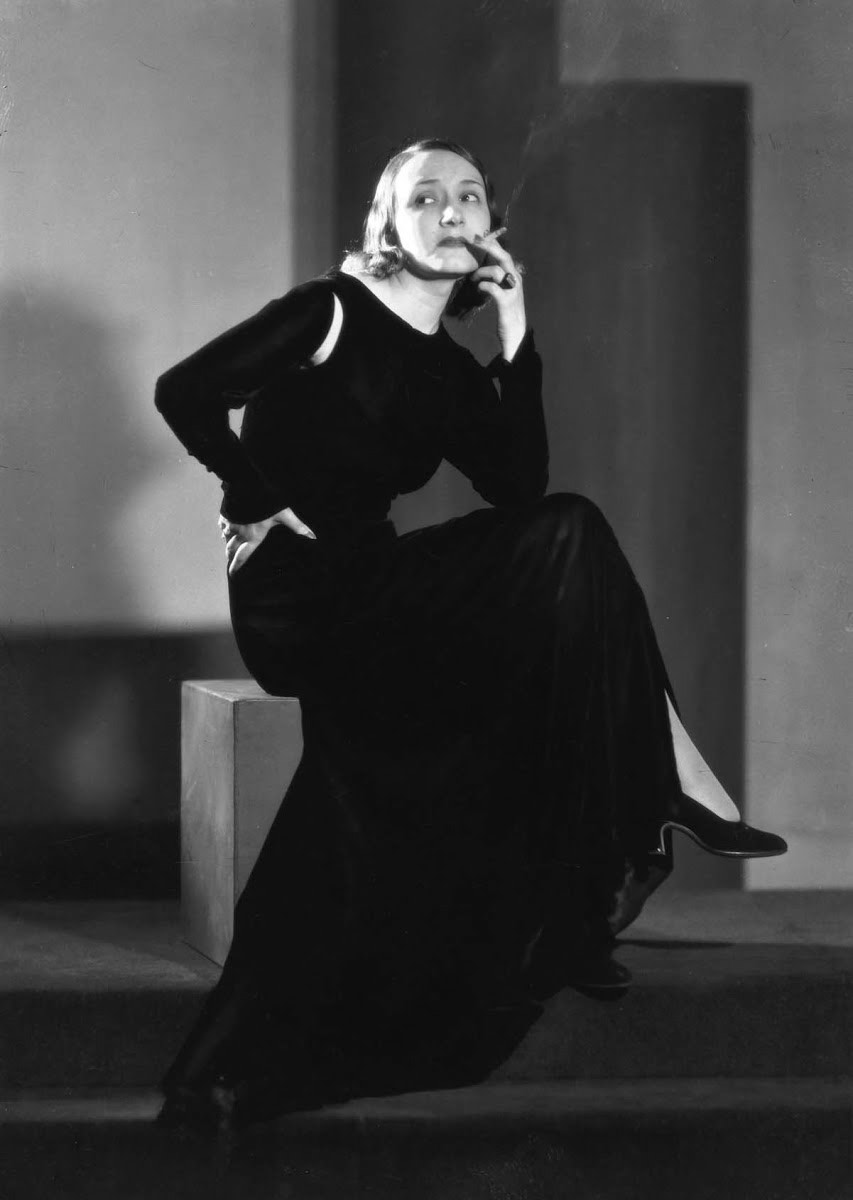
Brunilde Júdice (Silva Nogueira, Museu Nacional do Teatro e da Dança, 1934).

### Últimos anos
Ao longo da sua carreira de quase 50 anos, representou cerca de 520 peças. Durante os últimos anos atuou nos Teatros da Trindade, Avenida, Monumental e Experimental de Cascais. Trabalhou também para a Emissora Nacional e para a RTP, participando em vários telefilmes e numa minissérie.
Em 1962 foi galardoada com o Prémio Lucinda Simões, do SNI e, a 12 de dezembro de 1964, foi-lhe prestada uma homenagem em cena aberta no Teatro da Trindade, sendo agraciada com o grau de Oficial da Ordem Militar de Sant'Iago da Espada.
Representou pela última vez no papel de "Florence" da peça O jovem mentiroso, que inaugurou o Teatro Laura Alves a 31 de dezembro de 1968, tendo por companheiros de cena Ruy de Carvalho, Manuela Maria, Guida Maria, Benjamim Falcão, Célia de Sousa, Fernanda de Figueiredo e Vasco Morgado Júnior. Participou ainda em mais dois filmes: O Diabo Era Outro (1969), de Constantino Esteves e Traição Inverosímil (1971), de Augusto Fraga.
Após o falecimento de seu marido em 1971, confinou-se a um isolamento total, agravado pelo posterior falecimento de sua filha Ada, em 1974.
Brunilde Júdice faleceu na manhã de 31 de dezembro de 1979, na sua residência, terceiro esquerdo do número 93 da Rua Rodrigo da Fonseca, freguesia de São Mamede, em Lisboa, vitimada por um acidente vascular cerebral, aos 81 anos de idade. Encontra-se sepultada no Cemitério dos Prazeres, em Lisboa.
O seu nome faz parte da toponímia de: Almada (freguesia de Charneca de Caparica), Lisboa (freguesia de Ameixoeira, Edital de 1 de fevereiro de 1993), Odivelas (freguesia de Ramada) e Seixal (freguesia de Fernão Ferro).

## Filmografia
| Ano  | Filme                               | Personagem        | Referências |
| ---- | ----------------------------------- | ----------------- | ----------- |
| 1921 | Amor de Perdição                    | Mariana da Cruz   | [ 2 ] [ 3 ] |
| 1923 | Tempestades da Vida                 | Rosa              | [ 2 ] [ 3 ] |
| 1923 | Mulheres da Beira                   | Aninhas           | [ 2 ] [ 3 ] |
| 1931 | A Voz do Operário - Catedral do Bem | -                 | [ 2 ] [ 3 ] |
| 1946 | Ladrão, Precisa-se!...              | Clarisse          | [ 2 ] [ 3 ] |
| 1948 | Amanhã Como Hoje                    | -                 | [ 2 ] [ 3 ] |
| 1949 | Ribatejo                            | Júlia             | [ 2 ] [ 3 ] |
| 1954 | O Cerro dos Enforcados              | Mécia             | [ 2 ] [ 3 ] |
| 1954 | Quando o Mar Galgou a Terra         | Morgada dos Arcos | [ 2 ] [ 3 ] |
| 1969 | O Diabo Era Outro                   | Branca            | [ 2 ] [ 3 ] |
| 1971 | Traição Inverosímil                 | Sogra             | [ 2 ] [ 3 ] |

## Televisão
| Ano  | Programa                 | Personagem      | Referências |
| ---- | ------------------------ | --------------- | ----------- |
| 1957 | O Ausente                | Mãe             | [ 2 ]       |
| 1957 | A Noite de São Silvestre | -               | [ 2 ]       |
| 1958 | Balada de Outono         | Matilde Fontelo | [ 2 ]       |
| 1961 | Rei Sebastião            | -               | [ 2 ]       |
| 1962 | O Príncipe de Hamburgo   | -               | [ 2 ]       |
| 1963 | Escola de Má Língua      | -               | [ 2 ]       |
| 1964 | O Casamento              | -               | [ 2 ]       |
| 1965 | O Fugitivo de uma Noite  | -               | [ 2 ]       |
| 1965 | O Centro do Mundo        | -               | [ 2 ]       |
| 1966 | Páscoa                   | -               | [ 2 ]       |
| 1970 | O Jogo da Verdade        | Avó Luísa       | [ 2 ]       |